# 橘郡風雲 (第二季)

第二季主要演員

第二季由2004年11月播至2005年5月，共有24集。季末時，故事最終發展再一次要下回分解。

## 客串角色（按出場序）
- Michael Cassidy 飾演蕭笙（Zach Stephens），在高申於第一季末離開後和樂心瑪談戀愛，之後發覺高申和樂心瑪二人仍相愛對方，故退出這三角關係。創作者說「他去了马林县（Marin County）替佐治·魯卡斯的電影公司工作」。
- Nicholas Gonzalez 飾演 DJ，李家的園丁，於第二季初和瑪莎相戀。
- Shannon Lucio 飾演靈思（Lindsay Gardner），李奇立私生女及高姬絲的同父異母妹妹，曾與歐華恩相戀，後和其母 Renee Wheeler 搬至芝加哥居住。
- Kathleen York 飾演韋詠蘭Renee Wheeler，和李奇立發生婚外情，誕下靈思。
- Olivia Wilde 飾演雅莉（Alex Kelly），在魚餌店（The Bait Shop）工作，分別為高申及顧瑪莎的前女友。
- Kim Delaney 飾演布慧冰（Rebecca Bloom），高誠舊情人，曾介入高氏夫婦的婚姻。
- Billy Campbell 飾演畢卡特（Carter Buckley），雜誌《紐波特生活（Newport Living Magazine）》前編輯，轉職前和高姬絲的關係曖昧。
- Johnny Messner 飾演歷斯（Lance Baldwin），顧茱莉的初戀情人，一個機會主義者。
- Logan Marshall-Green 飾演歐程（前譯歐格雷）（Trey Atwood），歐華恩親兄，剛刑滿出獄。第二季末被顧瑪莎槍傷，及後私自離開醫院前往拉斯維加斯。
- Marguerite Moreau 飾演簡蘊德（Reed Carlson），壞科學出版社行政人員，負責出版高申及簫笙合著的繪本小說。
- Nikki Griffin 飾演沙靜思（Jess Sather），一名有可卡因毒癮的性感女郎，歐程對她亦大有好感。在第三季回來，歐華恩替她處理感情問題。

## 集数列表
| 总集数 | 集数 | 标题                               | 导演                  | 编剧                           | 收视人数 (百万) | 首播日期       | 制作代码 |
| ------ | ---- | ---------------------------------- | --------------------- | ------------------------------ | --------------- | -------------- | -------- |
| 28     | 1    | The Distance                       | Ian Toynton           | Josh Schwartz                  | 8.56            | 2004年11月4日  | 2T5101   |
| 29     | 2    | The Way We Were                    | Michael Lange         | Allan Heinberg                 | 8.08            | 2004年11月11日 | 2T5102   |
| 30     | 3    | The New Kids on the Block          | Lev L. Spiro          | Stephanie Savage               | 7.42            | 2004年11月18日 | 2T5103   |
| 31     | 4    | The New Era                        | Michael Fresco        | J. J. Philbin                  | 6.51            | 2004年12月2日  | 2T5104   |
| 32     | 5    | The SnO.C.                         | Ian Toynton           | John Stephens                  | 6.36            | 2004年12月9日  | 2T5105   |
| 33     | 6    | The Chrismukkah That Almost Wasn't | Tony Wharmby          | Josh Schwartz                  | 6.36            | 2004年12月16日 | 2T5106   |
| 34     | 7    | The Family Ties                    | Lesli Glatter         | Drew Greenberg & Josh Schwartz | 7.95            | 2005年1月6日   | 2T5107   |
| 35     | 8    | The Power of Love                  | Michael Lange         | John Stephens                  | 7.86            | 2005年1月13日  | 2T5108   |
| 36     | 9    | The Ex-Factor                      | Michael Fresco        | J. J. Philbin                  | 8.20            | 2005年1月20日  | 2T5109   |
| 37     | 10   | The Accomplice                     | Ian Toynton           | Allan Heinberg                 | 8.41            | 2005年1月27日  | 2T5110   |
| 38     | 11   | The Second Chance                  | Tony Wharmby          | Drew Greenberg & Josh Schwartz | 7.25            | 2005年2月3日   | 2T5111   |
| 39     | 12   | The Lonely Hearts Club             | Ian Toynton           | J. J. Philbin                  | 8.15            | 2005年2月10日  | 2T5112   |
| 40     | 13   | The Test                           | Michael Lange         | John Stephens                  | 7.80            | 2005年2月17日  | 2T5113   |
| 41     | 14   | The Rainy Day Women                | Michael Fresco        | Josh Schwartz                  | 7.23            | 2005年2月24日  | 2T5114   |
| 42     | 15   | The Mallpisode                     | Ian Toynton           | Stephanie Savage               | 7.66            | 2005年3月10日  | 2T5115   |
| 43     | 16   | The Blaze of Glory                 | Robert Duncan McNeill | Mike Kelley                    | 7.55            | 2005年3月17日  | 2T5116   |
| 44     | 17   | The Brothers Grim                  | Michael Lange         | J. J. Philbin                  | 8.60            | 2005年3月24日  | 2T5117   |
| 45     | 18   | The Risky Business                 | Norman Buckley        | Cory Martin                    | 6.80            | 2005年4月7日   | 2T5118   |
| 46     | 19   | The Rager                          | Tony Wharmby          | John Stephens                  | 7.05            | 2005年4月14日  | 2T5119   |
| 47     | 20   | The O.C. Confidential              | Tony Wharmby          | Mike Kelley                    | 7.05            | 2005年4月21日  | 2T5120   |
| 48     | 21   | The Return of the Nana             | Ian Toynton           | Josh Schwartz                  | 6.77            | 2005年4月28日* | 2T5121   |
| 49     | 22   | The Showdown                       | Michael Fresco        | John Stephens                  | 7.20            | 2005年5月5日*  | 2T5122   |
| 50     | 23   | The O.Sea                          | Michael Lange         | J. J. Philbin                  | 6.12            | 2005年5月12日  | 2T5123   |
| 51     | 24   | The Dearly Beloved                 | Ian Toynton           | Josh Schwartz                  | 7.63            | 2005年5月19日  | 2T5124   |

^*  - These episodes were first shown in Canada at 8:00 p.m. ET on CTV. In America the airing of "The Return of the Nana" was postponed due to a press conference by President Bush. Instead it aired the following week at 8:00 p.m. ET immediately followed by "The Showdown" at 9:00 p.m.

## 重要情節
- 翠莎向歐華恩謊稱她意外流產。
- 高申在第一季末遠走到波特蘭，暫住胡洛及其父的家，高誠來說項時他拒絕回去。
- 高申和歐華恩最終都返回紐波特灘。
- 兩名新男友出場，分別為樂心瑪男友簫笙（白晢版高申）及顧瑪莎男友 D.J.（後因得悉顧瑪莎利用他來激怒顧茱莉，而與顧瑪莎分手）。
- 歐華恩與同班的高材生靈思來往，後來發現原來靈思是高姬絲同父異母的妹妹。
- 李奇立被控賄賂罪及其他相關罪名，因其前僱員 Renee Wheeler 承認他們之前有姦情而無罪釋放。
- 李奇立辭去紐波特集團行政總裁之位，指派顧茱莉任行政總裁及高姬絲任財政總裁。
- 17歲的雅莉和高申一起在魚餌店工作，二人繼而產生感情。
- 李奇立和 Renee Wheeler 的戀情曝光，他們的女兒靈思希望李奇立可以收養她，從而接近及了解她親父。
- 顧占美和顧茱莉舊情後熾，但當前者得悉顧茱莉想和李奇立維持婚姻關係後，便離開紐波特到夏威夷 毛伊島 發展事業。
- 顧茱莉計劃出版一本名為《紐波特生活》的生活潮流雜誌，但被認為用來表現自我居多。
- 簫笙和高申（和樂心瑪）根據他們的家人朋友的生活，創作了一本漫畫（及後繪本小說）。
- 雅莉和顧瑪莎短暫熱戀，之後雅莉靜悄悄地離開紐波特比奇。
- 李奇立一次輕微心臟病發，令他將家庭放回第一位。
- 布慧冰（高誠舊情人）希望高誠幫她洗脫多年前犯的罪名，後因布父（高誠的大學教授）逝世而選擇離開紐波特比奇。
- 基因測試證實靈思確為李奇立親女，但靈思卻決定跟其母搬往芝加哥。
- 樂心瑪發覺她仍深愛高申，遂與簫笙分手，而和高申復合。
- 歷斯（顧茱莉的初戀情人）利用八十年代時顧茱莉及他合演的小電影《The Porn Identity》向顧茱莉勒索，勒索不成後歷斯在《紐波特生活》發佈會上當眾發佈該錄影帶。
- 畢卡特（《紐波特生活》編輯）與高姬絲之間有著曖昧關係。
- 歐程刑滿出獄後暫住高家，及後搬進雅莉舊居。
- 在歐程的廿一歲生日派對中，沙靜詩服食過量毒品，差點在泳池中溺斃。此事驚動了警方，歐程因而被拘捕（後又無罪釋放）。而他和沙靜詩亦開始來往。
- 李奇立和顧茱莉關係變差，李奇立更要脅要離婚（部份原因是顧茱莉與前夫舊情復熾），但未及簽紙李奇立便去世。
- 受毒品影響下，歐程企圖強姦顧瑪莎。
- 高姬絲對酒精上癮，引致車禍發生。
- 由原本高申與佐治·魯卡斯見面而簫笙與樂心瑪去高中舞會，變成最後簫笙往見佐治·魯卡斯而高申與樂心瑪一起。
- 李奇立因心臟病發逝世。

季末：
- 顧占美和李凱莉回來出席李奇立的葬禮。
- 高姬絲又再酗酒，高誠決定送她到戒酒中心，並聯同家人一起說服高姬絲接受治療。
- 歐程和沙靜詩在魚餌店牽涉毒品買賣。
- 歐華思發現歐程企圖強姦顧瑪莎。他倆兄弟由質問變成打架，顧瑪莎趕到時歐程正勒著歐華思的頸。顧瑪莎向歐程開槍，歐程生死未卜。

## 另見
- The O.C. (第一季)
- The O.C. (第三季)